# Niklas Treutle
Niklas Treutle (né le 29 avril 1991 à Nuremberg en Allemagne) est un joueur professionnel allemand de hockey sur glace. Il évolue au poste de gardien de but.

## Biographie

### Carrière en club
Il joue son premier match dans la DEL avec les Nurnberg Ice Tigers lors de la saison 2008-2009. Deux ans plus tard, il rejoint les Hamburg Freezers. Au cours de la saison 2013-2014, il part au EHC Munich. En juillet 2015, il signe un contrat avec les Coyotes de l'Arizona. Il part en Amérique du Nord et est assigné aux Falcons de Springfield de la Ligue américaine de hockey. Le 20 février 2016, il joue son premier match dans la Ligue nationale de hockey face aux Blues de Saint-Louis.

### Carrière internationale
Il représente l'Allemagne en sélection junior. Il participe au Championnat du monde junior 2011.